# John Chapman (Politiker, 1740)
John Chapman (* 18. Oktober 1740 in Wrightstown, Bucks County, Province of Pennsylvania; † 27. Januar 1800 in Upper Makefield, Pennsylvania) war ein US-amerikanischer Politiker. Zwischen 1797 und 1799 vertrat er den Bundesstaat Pennsylvania im US-Repräsentantenhaus.

## Werdegang
John Chapman wuchs während der britischen Kolonialzeit auf. Über seine Jugend und Schulausbildung ist nichts überliefert. Noch vor 1776 zog er nach Upper Makefield. Im Jahr 1779 wurde er Friedensrichter in seiner Heimat. Außerdem war er einer der Berufungsrichter im Bucks County. Zwischen 1787 und 1796 gehörte er dem Repräsentantenhaus von Pennsylvania an. Politisch wurde er Mitglied der Ende der 1790er Jahre von Alexander Hamilton gegründeten Föderalistischen Partei.
Bei den Kongresswahlen des Jahres 1796 wurde Chapman im vierten Wahlbezirk von Pennsylvania in das damals noch in Philadelphia tagende US-Repräsentantenhaus gewählt, wo er am 4. März 1797 die Nachfolge von Samuel Sitgreaves antrat. Bis zum 3. März 1799 konnte er eine Legislaturperiode im Kongress absolvieren. Nach seiner Zeit im US-Repräsentantenhaus trat Chapman politisch nicht mehr in Erscheinung. Er starb am 27. Januar 1800 in Upper Makefield.